# Celles-en-Bassigny
Celles-en-Bassigny ist eine französische Gemeinde mit 72 Einwohnern (Stand 1. Januar 2022) im Département Haute-Marne in der Region Grand Est; sie gehört zum Arrondissement Langres.

## Geografie
Celles-en-Bassigny liegt am Südrand der Landschaft Bassigny, 20 Kilometer nordöstlich der Stadt Langres.

## Geschichte
Die Gemeinde war bis 1789 Teil der Bailliage de Langres innerhalb der Provinz Champagne. Die Mechanisierung der Landwirtschaft führte zu einer starken Abwanderung im späten 19. Jahrhundert und im 20. Jahrhundert. Celles-en-Bassigny gehörte von 1793 bis 1801 zum District Bourbonne. Zudem von 1793 bis 1801 zum Kanton Rançonnières und von 1801 bis 2015 zum Kanton Varennes-sur-Amance.

## Bevölkerungsentwicklung
| Jahr                       | 1962 | 1968 | 1975 | 1982 | 1990 | 1999 | 2006 | 2012 | 2018 |
| Einwohner                  | 114  | 108  | 91   | 83   | 84   | 81   | 77   | 79   | 79   |
| Quellen: Cassini und INSEE |      |      |      |      |      |      |      |      |      |

## Sehenswürdigkeiten
- Dorfkirche Saint-Vinard aus dem Jahr 1774[1]
- mehrere Wegkreuze im Dorf und in Dorfnähe